# Mala Dobron
Mala Dobron (Oekraïens: Мала Добронь, Hongaars: Kisdobrony) is een dorp in Oekraïne in het Oblast Transkarpatië in het rajon Oezjhorod in de gemeente Veliki Dobron. Het dorp heeft 2.708 inwoners (2001).

## Geschiedenis
Het dorp wordt al sinds de prehistorie bewoond. Voor de Mongoolse invasie van het Kievse Rijk stond het bekend als Csépánfölde, maar dit dorp werd in 1241 volledig verwoest. Het werd voor het eerst vermeld onder zijn huidige naam in 1321.
In 1321 schonk koning Karel I Robert van Hongarije het aan meester Dobou Pányoki en markeerde de grenzen ervan. In 1324 bevestigde koning Karel I Robert dat het dorp Meester Dobrov in zijn bezit was. In 1325-132 deelden Dobrov en zijn broer János het onder elkaar.
Tot 1904 verscheen de naam van de nederzetting in oude documenten en kranten als Kis-Dobrony, maar de naam van de nederzetting werd bij decreet 84403//1904 van de Hongaarse koninklijke premier veranderd in Kisdobrony. Tegelijkertijd werd Csomony Csongor en Nagy-Dobrony werd Nagydobrony.
In 1910 telde het 1.207 voornamelijk Hongaarse inwoners. Eeuwenlang behoorde het tot het comitaat Ung. Vanaf de 18e eeuw tot het Verdrag van Trianon was het verbonden aan het district Mezőkaszony van de provincie Bereg.

## Bevolking
Tegenwoordig zijn van de 1.980 inwoners 1.971 (98%) Hongaars.